# عدسک آبی بی‌ریشه
عدسک آبی بی‌ریشه، علف غاز بی‌ریشه (نام علمی: Wolffia arrhiza) نام یک گونه از تیره گل‌شیپوریان است. خانواده گل‌شیپوریان به عنوان گونه‌ای از خانواده‌هایی شناخته می‌شوند که بسیار آب‌دوست هستند، از جمله گونه‌های آب‌دوست در این خانواده می‌توان به شیپوری و پیس‌تیا اشاره کرد. عدسک آبی بی‌ریشه کوچکترین آونددار کره زمین محسوب می‌شود. بومی اروپا، آفریقا و بخش‌هایی از آسیا است و همچنین، در سایر نقاط جهان به عنوان گونه معرفی‌شده وجود دارد.
عدسک آبی بی‌ریشه گیاه آبزی است و در آب‌های ساکن و غیرمتلاطم مثل برکه‌ها رشد می‌کند. قسمت سبز گیاه، برگ‌شاخه کره‌ای‌شکل و به اندازه حدود ۱ میلی‌متر است. در عین‌حال که دارای چند ردیف روزنه هوایی است، بالای آن صاف و مسطح بوده که همین موضوع کمک می‌کند تا بتواند در سطح آب شناور بماند. هیچ ریشه‌ای وجود ندارد و غالباً از طریق تولید مثل رویشی تکثیر می‌شود؛ با این همه، این موضوع با جوانه‌زدن قسمت کروی به دیگری میسر است. در شرایط خنک‌تر، گیاه خوابیده می‌شود و در بستر آب فرومی‌رود تا به صورت بن‌جوش (جوانه‌هایی که در گیاهان آب‌زی برای تولیدمثل غیرجنسی به کار گرفته می‌شوند و در پاییز تشکیل می‌شوند و پس از جدا شدن از گیاه مادر، در عمق آب ته‌نشین می‌شوند و در بهار مجدداً به سطح آب می‌آیند و گیاه جدیدی را به وجود می‌آورند) زمستان‌گذرانی کند.